# Robert Hürlimann
Robert Hürlimann (18 agosto 1967) è un giocatore di curling svizzero.

## Biografia
Partecipò ai XVI Giochi olimpici invernali, edizione disputata a Albertville (Francia) nel 1992, riuscendo ad ottenere la prima posizione per la squadra svizzera con i connazionali Jürg Dick, Urs Dick, Thomas Klay e Peter Däppen. 
In quell'edizione la nazionale norvegese si classificò seconda e la statunitense terza. La competizione ebbe lo status di sport dimostrativo.